# Huréz
Huréz (románul: Hurez) település Romániában, Erdélyben, Brassó megyében.

## Fekvése
Fogarastól délre, Jás és Szeszcsor közt fekvő település.

## Története
Huréz nevét 1556-ban Bagolyfalva néven említette először oklevél. 1632-ben Bagolyffalua, 1637-ben Bagolyffalva, 1808-ban Huréz, Huress, Harczú?, 1913-ban Huréz néven írták. 1637-ben Bagolyffalva alias Hurez I. Rákóczi György birtoka volt.
A trianoni békeszerződés előtt Fogaras vármegye Fogarasi járásához tartozott. 1910-ben 600 lakosából 597 román volt. Ebből 192 görögkatolikus, 404 görögkeleti ortodox volt.